# Lijst van beelden in Goeree-Overflakkee
Dit is een (onvolledige) chronologische lijst van beelden in Goeree-Overflakkee. Onder een beeld wordt hier verstaan elk driedimensionaal kunstwerk in de openbare ruimte van de Nederlandse gemeente Goeree-Overflakkee, waarbij beeld wordt gebruikt als verzamelbegrip voor sculpturen, standbeelden, installaties, gedenktekens en overige beeldhouwwerken.
Voor een volledig overzicht van de beschikbare afbeeldingen zie: Beelden in Goeree-Overflakkee op Wikimedia Commons.

## Goeree-Overflakkee
| Geplaatst | Omschrijving                                    | Kunstenaar                 | Straat                         | Plaats                  | Materiaal         | Afbeelding |
| --------- | ----------------------------------------------- | -------------------------- | ------------------------------ | ----------------------- | ----------------- | ---------- |
| 1639      | Gerechtigheid, Liefdadigheid en Voorzichtigheid | Pieter Adriaensz. 't Hooft | Raadhuisstraat 1               | Middelharnis            |                   |            |
| 1776      | Vrouwe Justitia                                 |                            | Voorstraat 2                   | Nieuwe Tonge            |                   |            |
| 1932      | Kind met eend en vogeldrinkbak                  | Fransje Carbasius          | Koningin Julianaweg            | Middelharnis            | brons en baksteen |            |
| 1951      | Voor hen die vielen                             | Ir. M.C.A. Meischke        | Dorpsweg 1                     | Ouddorp                 |                   |            |
| 1953      | Watersnoodmonument                              | Janneke Ducro-Kruijer      | Heerendijk (Begraafplaats)     | Oude Tonge              |                   |            |
| 1956      | Watersnoodmonument                              | Gerarda Rueter             | Kerkhofweg (begraafplaats)     | Melissant               |                   |            |
| 1956      | Watersnoodmonument                              | Theresia van der Pant      | Rottenburgsweg (Begraafplaats) | Middelharnis            |                   |            |
| 1957      | Uit de modder herrezen                          | Henny Bal                  | Julianastraat                  | Oude Tonge              |                   |            |
| 1961      | Watersnoodmonument                              | Hans Petri                 | Finlandplein                   | Nieuwe Tonge            |                   |            |
| 1964      | Het gezin                                       | Henk Tieman                | Van Weelstraat                 | Ooltgensplaat           |                   |            |
| 1993      | Watersnoodmonument                              | JeanMarianne Bremers       | Brielsestraat (bij rotonde)    | Stellendam              |                   |            |
| 1995      | Plaquette gevel voormalige synagoge             | Hans Dolieslager           | Zandpad 40                     | Middelharnis            |                   |            |
| 1995      | Herdenkingsmonument                             |                            | Poldersweegje                  | Dirksland               |                   |            |
| 1996      | Vrouwelijke verdedigers                         | JeanMarianne Bremers       | Bekaf                          | Goedereede              |                   |            |
| 1997      | Olivier B. Bommel                               | Harr Wiegman               | Kon. Emmaplein                 | Den Bommel              |                   |            |
| 1997      | Indië-monument                                  |                            | Mariadijk                      | Goedereede              |                   |            |
| 1998      | Koeienwachtertje                                | Anton Beijsens             | Marktveld                      | Sommelsdijk             |                   |            |
| 1998      | Uitmijnende man                                 | JeanMarianne Bremers       | Weststraat                     | Ouddorp                 |                   |            |
| 1998      | Indië-monument                                  | Verenigde Natuursteen B.V  | Langeweg                       | Oude Tonge              |                   |            |
| 1999      | Indië-monument                                  | Dienst Gemeentewerken      | Ring                           | Middelharnis            |                   |            |
| 2000      | Indië-monument                                  |                            | Staakweg                       | Dirksland               |                   |            |
| 2000      | Wijzende jongen                                 |                            | Nieuwstraat / Achterdijk       | Stad aan 't Haringvliet |                   |            |
| 2000      | De Koperen Naald                                | Ruud van de Wint           | Haveneind                      | Sommelsdijk             |                   |            |
| 2001      | Visserman                                       | JeanMarianne Bremers       | Haveneind                      | Havenhoofd              |                   |            |
| 2001      | Monument voor Leendert Jan Mijnders             |                            | Staakweg                       | Dirksland               |                   |            |
| 2003      | Palmboom van komen en gaan                      | Jan Samsom                 | Havenhoofd                     | Middelharnis            |                   |            |
| 2008      | Samen leven                                     | Astrid Koppen              | Joost van den Vondellaan       | Sommelsdijk             |                   |            |
| 2009      | Oorlogsmonument                                 |                            | Oudelandsedijk                 | Oude-Tonge              |                   |            |
| 2012      | Vrij Vreugde                                    | Jaap Reedijk               | Vingerling                     | Middelharnis            |                   |            |
| 2012      | Drie kruiwagens                                 | Michael Snoep              | West Havendijk                 | Dirksland               |                   |            |
|           | Joods monument                                  | A.M. Koster                | Hoflaan                        | Middelharnis            |                   |            |
|           | Algemeen Oorlogsmonument                        | Ir. M.C.A. Meischke        | Louis Bouwmeesterplein         | Middelharnis            |                   |            |
|           | Monument op Algemene begraafplaats              | Leerlingen Middelharnis    | Molenweg                       | Sommelsdijk             |                   |            |
|           | Oorlogsmonument                                 | M. Goudkamp                | Kerksingel                     | Ooltgensplaat           |                   |            |
|           | Bevrijdingsplaquette                            | Oswald Wenckebach          | Tramlijnweg 2                  | Goedereede              |                   |            |
|           | Gedenkteken Scholengemeenschap                  |                            | Koningin Julianaweg 54         | Middelharnis            |                   |            |
|           | Kofjekoker                                      |                            | Vingerling                     | Middelharnis            |                   |            |
|           | Monument 11 februari 1945                       |                            | Oosthavendijk                  | Middelharnis            |                   |            |
|           | Oorlogsmonument                                 |                            | Kerkstraat                     | Achthuizen              |                   |            |
|           | Windbreaks                                      | Jackie Bouw                | Kerkepad, bibliotheek          | Middelharnis            |                   |            |
|           | onbekend ("verrekijker")                        |                            | Vingerling                     | Middelharnis            |                   |            |
|           | onbekend                                        | Ton Kalle                  | Oost-Krakeelstraat / Langeweg  | Sommelsdijk             |                   |            |
|           |                                                 | Jaap Reedijk               | Kaai                           | Sommelsdijk             | cortenstaal       |            |
|           | onbekend                                        |                            | Westerschelde/ Oosthavendijk   | Middelharnis            |                   |            |
|           | onbekend                                        |                            | Rottenburgseweg                | Middelharnis            |                   |            |